# The Space Museum
The Space Museum (Le Musée de l'Espace) est le quinzième épisode de la première série de la série télévisée britannique de science-fiction Doctor Who, diffusé pour la première fois en quatre parties hebdomadaires du 24 avril au 15 mai 1965. Écrit par le scénariste Glyn Jones, cet épisode enferme les personnages de la série dans un musée extra-terrestre.

## Accroche
À la suite de quelques avaries du TARDIS, le Docteur et ses compagnons se retrouvent en décalage dans le temps, au milieu d'un musée extra-terrestre chargé de montrer les différents habitants des galaxies. L'équipage se rend compte que s'ils ne modifient pas leur futur, ils se retrouveront enfermés à l'intérieur comme objets de collection.

## Casting
- William Hartnell — Le Docteur
- Jacqueline Hill — Barbara Wright
- William Russell — Ian Chesterton
- Maureen O'Brien —  Vicki
- Richard Shaw — Lobos
- Ivor Salter — Le Commandant Morok
- Salvin Stewart — Le Messager Morok
- Peter Diamond — Le Technicien Morok
- Lawrence Dean, Ken Norris,  Billy Cornelius — Les Moroks
- Peter Sanders — Sita
- Peter Craze — Dako
- Jeremy Bulloch — Tor
- Michael Gordon, Edward Granville, Bill Starkey, David Wolliscroft — Les Xerons
- Peter Hawkins — Voix des Daleks
- Murphy Grumbar — Opérateur Dalek

## Résumé

### The Space Museum
Le TARDIS s'étant matérialisé aux abords d'un musée, le Docteur et ses compagnons décident d'en faire une petite visite, après avoir été les témoins d'étranges phénomènes à l'intérieur du TARDIS. Mais peu à peu ils sont en proie à d'autres évènements assez étranges et semblent être immatériels. Ils se retrouvent alors face à eux-mêmes enfermés sous verre. Le Docteur en conclut qu'ils ont dû subir un décalage dans le temps et que ceci n'est que les conséquences de leur futur. Ils sont alors ramenés à la réalité, leurs doubles du futur disparaissant ainsi que leurs vitrines, et les "hommes" qui dirigent le musée voient les traces de pas de l'équipage.

### The Dimensions of Time
Le musée s'avère être dirigé par les Moroks, un peuple militaire arrogant, tandis que les habitants de la planète Xeros, les Xerons, travaillent pour eux mais projettent de les renverser. S'étant fait capturer par trois Xerons, le Docteur fait semblant de s'évanouir et s'échappe ensuite, mais est aussitôt arrêté par Lobos, le directeur du musée et gouverneur de la planète, qui tente de regarder à l'intérieur de son esprit à l'aide d'une machine ; mais le Docteur contrôle alors son esprit pour ne penser qu'à des choses sans importances. Lobos décide alors de faire subir un traitement au Docteur pour l'exposer dans son musée en tant qu'objet de curiosité.

### The Search
À la recherche du Docteur, l'équipage du TARDIS se retrouve séparé après qu'un Morok les a repérés : Vicki se retrouve avec les rebelles de Xeros et les aide en réussissant à ouvrir une caserne emplie d'armes qui pourrait être utiles à leur révolution. Après une longue fuite, Barbara tente de sortir d'une salle de réserve du musée sous peine d'être gazée, accompagnée de l'un des Xerons. Ian réussit à maîtriser un Morok, et finit par trouver Lobos et le met en joue, exigeant la libération du Docteur. Mais Lobos lui apprend que le Docteur est dans la "phase deux" et que le traitement auquel il a été soumis est irréversible.

### The Final Phase
Sous les menaces de Ian, Lobos arrive à réanimer le Docteur. Hélas, les Moroks réussissent à reprendre la situation en main, et Ian et le Docteur, puis Barbara et Vicki également se retrouvent enfermés dans le bureau du gouverneur et promis à devenir des pièces de musée. Mais, la révolution des Xerons que Vicki a permis de faire éclore, jouera en leur faveur et réussira à les libérer au dernier instant. Le musée ayant été démantelé, le Docteur récupère une pièce du musée avant de partir. Mais alors que tout semble être revenu à la normale, l'épisode se finit sur des Daleks isolés sur une planète, expliquant que leur pire ennemi a quitté la planète Xeros et qu'ils sont en mesure de le pister à travers le temps.

## Continuité
- Au début de l'épisode, Ian se demande pourquoi ils sont habillés avec leurs vêtements du XXe siècle et non avec les vêtements qu'ils portaient durant les Croisades (« The Crusade »).
- Apercevant un Dalek dans un musée, Vicki explique avoir appris de ses cours d'Histoire que ces derniers ont envahi la terre 300 ans avant son époque (« The Dalek Invasion of Earth »).
- On peut aussi apercevoir une table des Sensorites dans le musée (« The Sensorites »).